# Црна Гуја 3
Црна Гуја 3 (енгл. Blackadder the Third) је трећи серијал британске комедије ситуације Црна Гуја, који су написали Ричард Кертис и Бен Елтон, и који је емитован од 17. септембра до 22. октобра 1987. године. Серијал је смештен у џорџијанско доба и прати насловног лика, господина Едмунда Црну Гују, који служи као батлер принцу регенту и који се суочава са, или профитира од, трендова тог доба које његов господар прихвата.
Овај серијал је поново смањио број главних ликова у поређењу са претходном, али је укључио значајан број камео улога познатих комичара. Серијал је освојио награду БАФТА за најбољу хумористичку серију 1988. године и био је номинован у још три категорије.
Четврти и последњи серијал, Црна Гуја 4, премијерно је емитован 1989. године.

## Радња
Серијал је смештен у период касног 18. и раног 19. века, познат као регентски период, мада није могуће прецизно одредити датум ни за једну епизоду јер су историјски догађаји и личности који су приказани и поменути (можда намерно) анахронични. На пример, формално регентски период (када је краљ Џорџ III био неспособан за владање због лошег менталног здравља, а његов син Џорџ, принц од Велса, био регент) био је на снази између 1811. и 1820. године, а серијал више пута назива Џорџа „принцем регентом”. Ипак, друга епизода приказује Самјуела Џонсона (који је преминуо 1784. године) како ради на свом чувеном речнику (који је објављен 1755. године). Слично томе, последња епизода је смештена непосредно пре битке код Трафалгара (1805), али Џорџа назива принцем регентом, приказује краља Џорџа III како пати од менталне болести и помиње Артура Велслија као „Велингтона”, иако је титулу „виконт од Велингтона” добио тек 1809. године.
У серији, господин Едмунд Црна Гуја, главни је батлер принца од Велса, размаженог, раскошног и приглупог престолонаследника. Иако је Едмунд веома интелигентан и способан, нема велико лично богатство. С друге стране, с обзиром на лакоћу с којом манипулише принцом, углавном се налази у финансијски удобној позицији. Према Едмундовим речима, служи принца регента цео живот, још од времена када је принц био дојен (када је Едмунд морао да му покаже који део његове мајке је „сервирао пиће”).
Болдрик остаје сличан свом претходнику из претходног серијала, иако његови „лукави планови” више нису ни приближно интелигентни (осим у последњој епизоди). Ипак, највише је свестан политичких, религијских и друштвених догађаја. Пошто је Црна Гуја сада слуга, Болдрик је означен као његов „слуга за све”. У овом серијалу, Болдрик често показује пркоснији став према свом господару, и намерно упоређујући његово лице са његовим шкотским рођаком, Мек Гујом, за ког Црна Гуја верује да је ружан. Црна Гуја га често од милоште зове „Болдерс”, а Болдрик понекад назива свог господара „господин Ц”.
Серијал садржи три главна сета: принчеве одаје, које су раскошно украшене; подрумску кухињу Црне Гује и Болдрика, која је мрачна и прљава (али веома велика и са веома високом таваницом); и на крају кафану госпође Мигинс. Пекара госпође Мигинс била је стални шаљиви мотив у претходном серијалу, а у Црној Гуји 3 је приказана њена потомкиња.
Заплети обухватају „труле” изборне округе, др Самјуела Џонсона, Француску револуцију, Црвени цвет, претерано драматичне позоришне глумце, женске разбојнике који мрзе веверице, праксу решавања сукоба двобојем и разговоре о тактици са војводом од Велингтона.
У последњој епизоди, Црна Гуја стиче богатство и трајно се представља као принц регент након што је правог принца, прерушеног у Црну Гују, смртно ранио војвода од Велингтона.

## Улоге
| Глумац             | Улога              |
| ------------------ | ------------------ |
| Роуан Аткинсон     | Едмунд Црна Гуја   |
| Тони Робинсон      | Болдрик            |
| Хју Лори           | Џорџ, принц регент |
| Хелен Аткинсон Вуд | госпођа Мигинс     |

## Епизоде
| Бр. еп. (укупно) | Бр. еп. (у серији) | Наслов                 | Редитељ      | Сценариста                | Премијера           |
| --- | ------------------ | ---------------------- | ------------ | ------------------------- | ------------------- |
| 13 | 1                  | Јело и неискреност     | Менди Флечер | Ричард Кертис и Бен Елтон | 17. септембар 1987. |
| Едмунд Црна Гуја покушава да победи на изборима у „трулом” изборном округу, супротстављајући се тврдоглавом тинејџеру, премијеру Вилијаму Питу Млађем (који планира да банкротира Едмундовог господара, принца регента, тако што ће га уклонити са цивилне листе). Црна Гуја кандидује Болдрика за члана парламента. Међутим, након Болдрикове победе, Пит га манипулише да гласа за њега, што приморава Црну Гују да се још дубље умеша у политику. |                    |                        |              |                           |                     |
| 14 | 2                  | Мастило и неспособност | Менди Флечер | Ричард Кертис и Бен Елтон | 24. септембар 1987. |
| Принц одлучује да постане покровитељ др Самјуела Џонсона и његовог новог речника, али њих двојица постају непријатељи након што принц увреди др Џонсона. Када Црна Гуја открије да је Болдрик спалио једини примерак Џонсоновог речника, приморан је да поново напише цео речник. |                    |                        |              |                           |                     |
| 15 | 3                  | Плева и племство       | Менди Флечер | Ричард Кертис и Бен Елтон | 1. октобар 1987.    |
| Изнервиран новом опсесијом свиме што је француско, Црна Гуја се клади са лордовима Топером и Смедлијем и одлази да спаси једног аристократу како би освојио 1.000 гвинеја. |                    |                        |              |                           |                     |
| 16 | 4                  | Разум и сенилност      | Менди Флечер | Ричард Кертис и Бен Елтон | 8. октобар 1987.    |
| Након покушаја атентата на принца, Црна Гуја одлучује да му помогне да унапреди свој имиџ пишући јавни говор. Упркос батлеровом савету, принц ангажује два претерано драматична глумца, Инока Мосопа и Дејвида Кинрика, да му помогну у припреми говора. |                    |                        |              |                           |                     |
| 17 | 5                  | Ејми и љубазност       | Менди Флечер | Ричард Кертис и Бен Елтон | 15. октобар 1987.   |
| Када принцу понестане новца, Црна Гуја покушава да га ожени ћерком богатог индустријалца, али му на сваком кораку на пут стаје мистериозни разбојник „Сенка”. |                    |                        |              |                           |                     |
| 18 | 6                  | Двобој и дуалност      | Менди Флечер | Ричард Кертис и Бен Елтон | 22. октобар 1987.   |
| Војвода од Велингтона обећава да ће убити принца у двобоју, пошто се принц упустио у аферу са две војводине нећаке. Болдрик смишља план у којем Црна Гуја треба да заузме принчево место у двобоју, а Црна Гуја намерава да искористи свог лудог шкотског рођака, Мек Гују. |                    |                        |              |                           |                     |